# Merosargus caeruleifrons
Merosargus caeruleifrons är en tvåvingeart som först beskrevs av Johnson 1900.  Merosargus caeruleifrons ingår i släktet Merosargus och familjen vapenflugor. Inga underarter finns listade i Catalogue of Life.